# امتحان إلكتروني
الامتحانات الإلكترونية (بالإنجليزية: eExam)‏ هي امتحاناتٌ محددةٌ بزمنٍ مُعين وخاضعةٌ للإشراف، تُجرى باستخدام كمبيوتر كل من الممتحنين بنظام تشغيلي موحد. ولهذه الامتحانات مميزات عن الامتحانات الورقية. وتشمل هذه الامتحانات الإلكترونية أحيانًا وسائط متعددة، وأنظمة محاكاة، وعناصر اختبار برمجية تعطي صلاحية أكثر للامتحان.
تعمل بعض برامج الامتحانات الإلكترونية باستخدام بنوك الأسئلة. يصمم المدرسون بنوك أسئلة في برنامج الامتحان الإلكتروني من خلال عمل مجموعة من الأسئلة. يضع البرنامج بعد ذلك أسئلة عشوائية لكل طالب من هذه المجموعة. وتقدم بعض البرامج خاصية اختيار الأسئلة للمدرس، حسب الرغبة. وبهذا الشكل، يحصل كل طالب على مجموعة من الأسئلة العشوائية منعًا للغش.
تعمل الكثير من الدول الآن على تطبيق نظام الامتحانات الإلكترونية كبديل لطريقة الورق والقلم والتي عابها تسريبات الامتحانات المتكررة، وانتحال هوية أخرى، والخوف من الرشاوي، وتمييز المدرس لطالب عن طالب.
تقوم الآن معظم الشركات بعمل اختبار لقدرات طالبي العمل إلكترونيًا. وهو ما دفع الكثير من الجامعات لعمل امتحانات إلكترونية للطلاب من خلال الإنترنت أو برامج متخصصة.
تقع الامتحانات الإلكترونية في خانة التقييمات الإلكترونية، حيث يعرض الطلاب إنجازاتهم باستخدام الكمبيوتر. ومن هذا المنظور الواسع، تستخدم الامتحانات الإلكترونية التكنولوجيا استخدامًا مميزًا.
خاصية الحفظ الآلي هي إحدى الخواص المشتركة للامتحانات الإلكترونية، وتندرج من 10 ثوان إلى دقيقتين. وقد أُصدرت بعض البرامج التي تقدم مثل هذه الامتحانات.

## المنافع
للامتحانات الإلكترونية منافع كثيرة منها الآتي:
1. سهولة التصحيح.
2. تقليل نسبة الحاجة إلى قراءة خط اليد الذي يصعب علينا أحيانًا قراءته.
3. توفير الوقت والنفقات.

## التحديات
يرى البعض أن هذه التكنولوجيا قد تفشل ويفقد الممتحن الإجابات قبل أن تُسجل. تواجه العديد من الابتكارات تحدياتٍ رجعيةٍ في المجالات الاجتماعية والسياسية والتقنية. تركز الاعتراضات على عدم موثوقية أجهزة الحاسوب أو إمكانية الغش. تستخدم بعض الثغرات ضد الامتحانات الإلكترونية باستعمال تبريد ذاكرة الوصول العشوائي للحاسوب (RAM) إلى 0 درجة مئوية، حيث يُمكن الاحتفاظ بالمحتويات لمدة 45 ثانية تقريبًا. وقد وُضعت إجاباتٌ لهذه الانتقادات من خلال مقارنة شجرة المخاطر مع الامتحانات الورقية، حيث وجدت أنَّ الكتابة والكتابة اليدوية في الامتحانات آمنةٌ بالتساوي.